# 海の征服者
『海の征服者』（うみのせいふくしゃ、The Black Swan）は1942年のアメリカ合衆国の冒険映画。監督はヘンリー・キング、出演はタイロン・パワーとモーリン・オハラなど。

## キャスト
※括弧内は日本語吹替（テレビ版）
- ジェイミー・ワーリング：タイロン・パワー（広川太一郎）
- レディ・マーガレット・デンビー：モーリン・オハラ（池田昌子）
- ヘンリー・モーガン：レアード・クリーガー（大宮悌二）
- トミー・ブルー：トーマス・ミッチェル
- ビリー・リーチ：ジョージ・サンダース
- ウォーガン：アンソニー・クイン（青野武）

## スタッフ
- 監督：ヘンリー・キング
- 製作：ロバート・バスラー
- 脚本：ベン・ヘクト、シートン・Ｉ・ミラー
- 撮影：レオン・シャムロイ
- 編集：バーバラ・マクリーン
- 音楽：アルフレッド・ニューマン
- 原作：ラファエル・サバチニ